# Dornberg (Hardheim)
Dornberg ist ein Ortsteil von Hardheim im Neckar-Odenwald-Kreis.

## Geographische Lage
Dornberg liegt als kleines Haufendorf auf der Hochfläche des sog. Hinteren Odenwalds westlich des Tals der Erf (auch Erfa), etwa 3,5 km nordwestlich der Kernstadt und etwa 2,8 km von der Grenze zwischen Baden-Württemberg und Bayern. Diese verläuft zwischen Rütschdorf und Guggenberg, einem Ortsteil der Gemeinde Eichenbühl, Landkreis Miltenberg.

## Geschichte
Dornberg, 1252 als „Dorenberg“ erstmals genannt, entstand als hochmittelalterliche Rodungssiedlung und war ursprünglich im Besitz des Klosters Amorbach. Die Ortsherrschaft lag 1322/33 als Würzburger Lehen bei der Ministerialenfamilie von Dürn. 1498 wurde es an Kurmainz verkauft.
Im Zuge der Säkularisation kam es 1803 zum Fürstentum Leiningen und 1806 zum Großherzogtum Baden.
Von 1935 bis 1945 war Dornberg (zusammen mit Rütschdorf und Vollmersdorf) nach Wettersdorf eingemeindet. 1975 erfolgte die Eingemeindung nach Hardheim.
Die Kirche St. Stephan mit romanischem Chorturm (um 1200) wurde als Filialkirche von Hardheim errichtet und wird noch heute von dort aus betreut.

## Wappen
Das Wappen der einst selbständigen Gemeinde Dornberg zeigt auf rotem Grund ein mit einem goldenen Kreuz bekrönten goldenen Turm auf grünem Dreiberg. Aussehen und Farbgebung des Wappens wurde 1908 vom Generallandesarchiv Karlsruhe vorgeschlagen.

## Kultur und Sehenswürdigkeiten

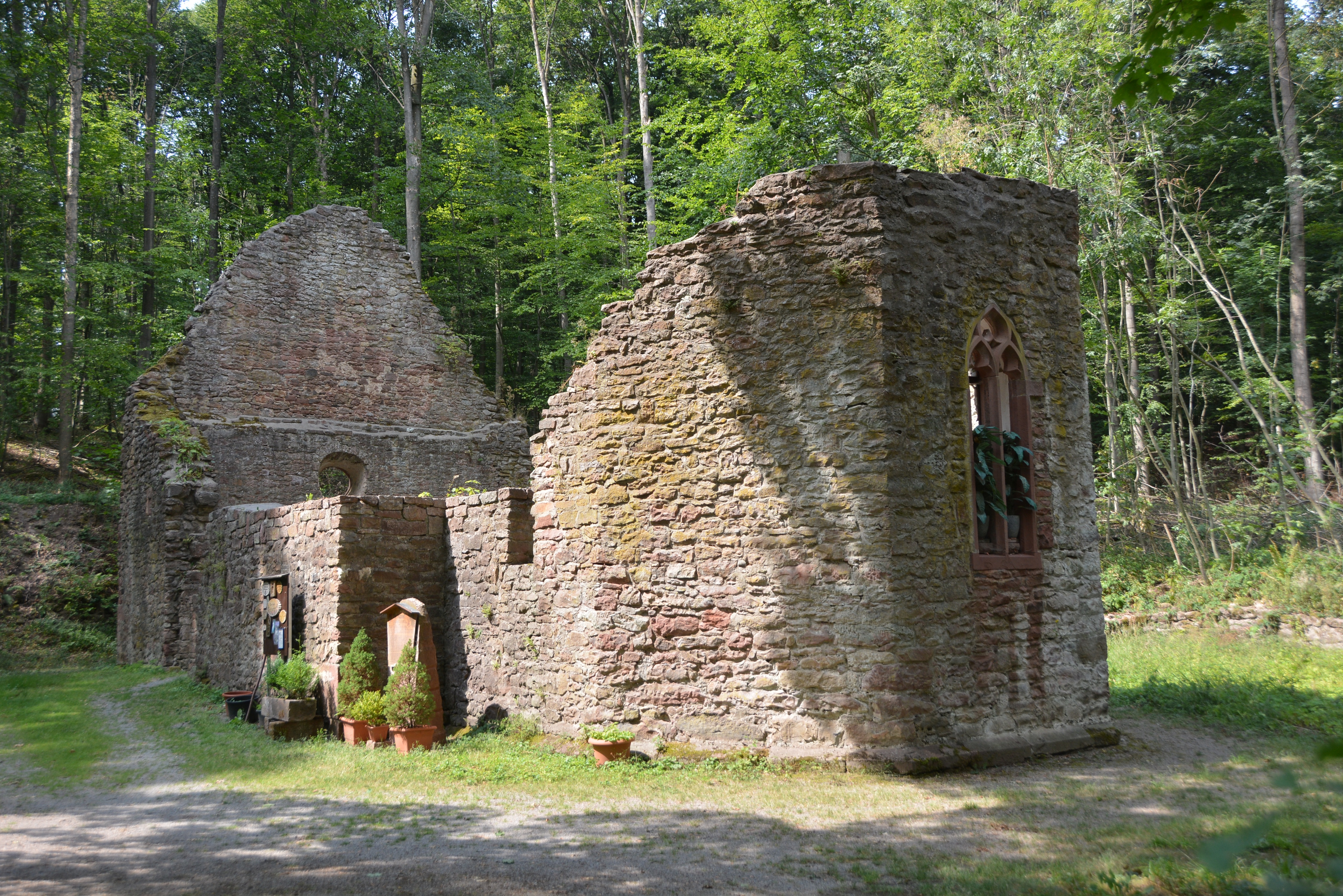
Ruine der Kappel

Blick in den Altarraum

Unweit des Dorfs befindet sich im Laubwald die Ruine der „Kappel“, einer ehemaligen Einsiedelei-Kapelle „zu unserer lieben Frau im Walde“. ⊙ Diese wurde Anfang des 15. Jahrhunderts von den Junkern von Hardheim erbaut und später zusätzlich der Heiligen Katharina geweiht; daher auch ihr späterer Name „Katharinenkapelle im Tale“. Die erstmalige urkundliche Erwähnung findet sich in einer Urkunde aus dem Jahr 1418, in der Heinrich von Riedern der Kapelle Abgaben zuweist. In der Kapelle fanden Samstagsmessen für die Dornberger statt, die ein Hardheimer Pfarrer bis 1557 abhielt, bis ein Priestermangel dazu führte, dass ein Höpfinger Pfarrer dieses Amt übernahm. Während der Reformation verbreitete der Höpfinger Pfarrer, welcher protestantisch war, hier auch die Lehre Luthers. Während der Gegenreformation wurde die Kapelle zum Ziel von Wallfahrern aus Hundheim, Hardheim und Höpfingen. Am 1. Januar 1791 erteilte der Bischof von Würzburg, Franz Ludwig von Erthal, die Erlaubnis, die Kapelle zu „demolieren“. Das Dach wurde abgetragen, um so das Bauwerk dem Verfall preiszugegeben. Die mehr als mannshohen Außenmauern sind verblieben. Seit den 1960er Jahren finden dort wieder eine Marienverehrung und gelegentliche Gottesdienste statt. Der Brunnen der ehemaligen Einsiedelei wurde 1986 freigelegt.

## Fliegerhorst Dornberg
Südwestlich des Dorfs befand sich während der Zeit des Nationalsozialismus von 1937 bis 1945 der ehemalige Fliegerhorst Dornberg ⊙, ein Militärflugplatz in getarnter Bauweise auf dem Feld bei Schlempertshof (Höpfingen) mit Bunkern im angrenzenden Wald. Als „Einsatzhafen I. Ordnung“ hatte er einen Gleisanschluss an die Bahnstrecke Walldürn–Hardheim.

## Wirtschaft und Infrastruktur
Dornberg ist ein landwirtschaftlich geprägter Ort.